# Pavoraja alleni
Pavoraja alleni är en rockeart som beskrevs av McEachran och Fechhelm 1982. Pavoraja alleni ingår i släktet Pavoraja och familjen egentliga rockor. IUCN kategoriserar arten globalt som livskraftig. Inga underarter finns listade i Catalogue of Life.